# ارزش افزوده
ارزش افزوده (به انگلیسی: Value added) به ارزشی که در فرایند تولید به ارزش کالاهای واسطه‌ای افزوده می‌شود، گفته می‌شود. این مفهوم به فرایند تولید مربوط است و نه به کالای خاص.
مالیات بر ارزش افزوده نوعی مالیات عام (بر عموم کالاها و خدمات مگر موارد معاف تعلق می‌گیرد) است که به صورت چند مرحله‌ای از اضافه ارزش کالاهای تولید شده یا خدمات ارائه شده در مراحل مختلف تولید و توزیع اخذ می‌شود. به عبارت دیگر مالیاتی است که در طول فرایند تولید و خدمات از محل تولید تا فروش کالا به مشتری نهائی، مرحله به مرحله گرفته می‌شود.

## تفاوت میان ارزش افزوده و سود
سود عبارت است از فروش خالص منهای هزینه‌ها (شامل هزینه‌های پرسنلی) که به مدیریت تعلق دارد. این طرز تفکر این احتمال را می‌دهد که میان مدیریت و شاغلان تضاد منافع به وجود آورد.
ارزش افزوده برابر است با فروش خالص منهای ارزش مواد و خدمات خریداری شده از خارج که به مدیران و شاغلان تعلق می‌گیرد. چون ارزش افزوده منافع مشترک مدیریت و شاغلان می‌باشد، از این رو این دو گروه را به یکدیگر نزدیک می‌کند.